# Шлыков, Юрий Вениаминович
Ю́рий Вениами́нович Шлы́ков (род. 28 февраля 1953, Москва, РСФСР, СССР) — советский и российский актёр театра и кино, театральный режиссёр и педагог, профессор. Заслуженный артист Российской Федерации (1996). Народный артист Российской Федерации (2014).

## Биография
Юрий Шлыков 28 февраля 1953 года родился в Москве в семье школьных педагогов.
В 1974 году окончил актёрский факультет Высшего театрального училища имени Б. В. Щукина в Москве (художественный руководитель курса — Вера Константиновна Львова).
В 1973 году, будучи студентом театрального училища, дебютировал в кино в роли Саньки Крупнова в советском художественном фильме режиссёра Ивана Лукинского «Истоки», снятом по одноимённой повести Григория Коновалова.
В период с 1976 по 1979 год работал актёром Московского театра драмы и комедии (ныне — Московский театр на Таганке) под руководством Юрия Петровича Любимова.
С 1976 года преподаёт на кафедре мастерства актёра Высшего театрального училища имени Б. В. Щукина, профессор.
В 1981 году был принят в труппу Государственного академического театра имени Е. Б. Вахтангова, где служит по настоящее время.
Получил всесоюзную известность после исполнения главной роли — Виталия Лосева — в советских детективных художественных фильмах «Инспектор Лосев» (1982) и «Петля» (1983).
В 2006 году на сцене Театра имени Е. Б. Вахтангова вместе с ведущими артистами театра и своими выпускниками поставил спектакль «Собака на сене» по одноимённой комедии Лопе де Веги.

### Личная жизнь
- Жена — Наталия Ивановна Санько (род. 8 января 1952), актриса, однокурсница Юрия Шлыкова по Высшему театральному училищу имени Б. В. Щукина[3]. Поженились в 1973 году, будучи студентами, едва перешедшими на четвёртый курс. Живут вместе по настоящее время[4].
  - Старшая дочь — Анна Юрьевна Шлыкова, учитель. Замужем с 1999 года, у супругов трое детей[4].
  - Младшая дочь — Ксения Юрьевна Шлыкова, медицинская сестра, выпускница Московского медицинского училища № 13 на Смоленском бульваре. Замужем за медиком с 2008 года, у супругов двое детей[4].
- Тесть — Иван Федосеевич Санько (7 февраля 1903 — 22 июля 1985), советский военачальник, участник Великой Отечественной войны, Герой Советского Союза (1945), генерал-полковник артиллерии ВС СССР[4].
- Тёща — Елена Дмитриевна Санько (в девичестве — Москаленко; 14 апреля 1922 — 31 декабря 1984), советская театральная актриса, служила в труппе Центрального академического театра Советской армии (ЦАТСА)[4].
- Свояченица (старшая сестра жены) — Ёла Ивановна Санько (род. 18 февраля 1947), актриса театра и кино, выпускница Высшего театрального училища имени Б. В. Щукина 1969 года[4].

## Творчество

### Работы в театре

#### Государственный академический театр имени Е. Б. Вахтангова

##### Актёр
- «Роза и крест» по одноимённой пьесе русского поэта Александра Блока — Бертран (по прозванию «Рыцарь-несчастие»), сторож замка
- «Анна Каренина» по одноимённому роману Льва Толстого — Алексей Кириллович Вронский, граф
- «И дольше века длится день» по одноимённому роману Чингиза Айтматова — Эдильбай
- «Раненые» — комиссар
- «Чем люди живы» — Петрович
- «Полстраницы оперативной сводки» по мотивам произведений Константина Симонова и Георгия Жукова — Георгий Константинович Жуков
- «Кабинетная история» — заместитель председателя исполкома
- «Маленькие трагедии» по циклу коротких пьес А. С. Пушкина — председательствующий
- «Антоний и Клеопатра» по одноимённой пьесе Уильяма Шекспира — Секст Помпей
- «Зойкина квартира» по одноимённой пьесе Михаила Булгакова — Роббер, член коллегии защитников
- «Чудо святого Антония» по одноимённой пьесе Мориса Метерлинка — Гюстав
- «Лир» по пьесе «Король Лир» Уильяма Шекспира — граф Глостер
- «Принцесса Турандот» по одноимённой пьесе-сказке Карло Гоцци — Измаил, бывший воспитатель царевича Самаркандского
- «Сирано де Бержерак» по одноимённой драме Эдмона Ростана — де Гиш
- «Дон Жуан» по комедии «Дон Жуан, или Каменный пир» Мольера — господин Диманш, купец
- «Али-Баба и сорок разбойников» по одноимённой восточной арабской сказке — Юсуф
- «Мелкий бес» по одноимённому роману Фёдора Сологуба — Хрипач, директор гимназии, он же Верига, генерал-губернатор
- «Маскарад» по одноимённой драме М. Ю. Лермонтова — неизвестный
- «Принцесса Ивонна» — камергер
- «Пристань» (часть первая «Визит дамы») по мотивам произведений Б. Брехта, И. А. Бунина, Ф. М. Достоевского, Ф. Дюрренматта, А. Миллера, А. С. Пушкина, Э. де Филиппо — бургомистр
- «Бесы» по одноимённому роману Ф. М. Достоевского — Степан Трофимович Верховенский, учитель Николая Ставрогина и Лизаветы Николаевны, отец Петра Степановича
- «Евгений Онегин» по одноимённому роману А. С. Пушкина — князь
- «Дядя Ваня» по одноимённой пьесе А. П. Чехова — Александр Владимирович Серебряков, отставной профессор

##### Режиссёр
- 2006 — «Собака на сене» по одноимённой комедии испанского драматурга Лопе де Веги[2]

### Фильмография
1. 1973 — Истоки — Санька Крупнов, сын потомственного рабочего-сталевара Дениса Крупнова
2. 1973 — Два дня тревоги — Петруничев
3. 1974 — Ваши права? — Андрей Прудников
4. 1975 — Колыбельная для мужчин — Коля Санин
5. 1976 — Мы вместе, мама — Максим
6. 1977 — Ветер «Надежды» — Лёша Зырянов
7. 1979 — Своё счастье — Юра
8. 1979 — Мишка на севере
9. 1980 — Ключ — Валерий Семёнов
10. 1980 — Долгие дни, короткие недели
11. 1981 — Всем — спасибо! — актёр, исполняющий роль Бориса
12. 1982 — Инспектор Лосев — Виталий Лосев, инспектор московского уголовного розыска (МУРа)
13. 1983 — Петля — Виталий Лосев, инспектор московского уголовного розыска (МУРа)
14. 1984 — Снег в июле — Славич
15. 1985 — Мужские тревоги — Лужин
16. 1985 — Подвиг Одессы — Сергей Георгиевич Горшков, капитан 1-го ранга
17. 1986 — Жалоба — Фомичёв Лев Владимирович, начмед клиники
18. 1986 — Знаю только я — Сергей, подчинённый Шереметьева
19. 1986 — Размах крыльев — Виталий Васильков, авиадиспетчер, сын штурмана Геннадия Василькова
20. 1987 — Николай Подвойский — В. И. Ленин
21. 1987 — Перемена участи — адвокат
22. 1989 — Анна Петровна — Новосёлов
23. 1989 — Закон — Андрей Павлович Лунин, молодой юрист
24. 1990 — Короткая игра — Валера Дьяков, архитектор
25. 1990 — Муж собаки Баскервилей — Вадим Сергеевич Астахов
26. 1991 — И чёрт с нами! — режиссёр телетрансляции
27. 1991 — Плащаница Александра Невского — Геннадий Анатольевич, майор милиции, следователь
28. 1991 — Под маской Беркута — Хаген
29. 1991 — Миленький ты мой… — Александр Никитин
30. 1992 — Прощение — Верёвкин
31. 1992 — Чувствительный милиционер — главврач дома ребёнка
32. 1993 — Американский дедушка — Денис
33. 1997 — Бесноватые —
34. 1997 — На заре туманной юности — Вазов
35. 1999 — Поворот ключа — Конов
36. 2001 — Часы без стрелок — высокопоставленный чиновник
37. 2002 — Смотрящий вниз — Иннокентий Парфёнович Вершинин
38. 2002 — Чеховские мотивы —
39. 2003 — Даша Васильева. Любительница частного сыска. Фильм «Дантисты тоже плачут» — Владимир
40. 2004 — Настройщик — мужчина, желающий познакомиться
41. 2004 — Четыре любови —
42. 2004—2013 — Кулагин и партнёры — Лев Михайлович Шкловский, серия «Бабник»
43. 2005 — Мошенники — Антонов, адвокат (6-7 серии)
44. 2005 — Звезда эпохи — Виктор Семёнович Абакумов, генерал
45. 2005 — Есенин — начальник отдела КГБ
46. 2006 — Знаки любви — Генрих Павлович Кошевой
47. 2007 — Молодой Волкодав — Хангул
48. 2007 — На пути к сердцу — Корнеев
49. 2007 — Формула стихии — Шилов
50. 2008 — Хлеб той зимы —
51. 2008 — Дважды в одну реку — Николай Петрович
52. 2008 — Туман рассеивается — председатель мандатной комиссии разведки
53. 2008 — Полёт фантазии — Борис Иванович, босс и тесть Виктора
54. 2009 — Горячие новости — Сергей Петрович Болдырев, генерал, начальник московской милиции
55. 2009 — Десантура — Михаил, отец Юлии
56. 2009 — Вольф Мессинг: видевший сквозь время — генерал Виктор Абакумов
57. 2009 — Час Волкова 3 (серия «Чёрная кошка») — Шахов
58. 2009 — Журов (фильм № 3 «Старые доски», серии 5-6) — Аркадий Борисович Козлов, коллекционер, внук иконописца Боголепского
59. 2010 — Буду верной женой — отец Коли, генерал
60. 2010 — Вендетта по-русски — Михайлов, генерал-майор
61. 2010 — Гаражи (серия «Принцесса бензоколонки») — Иннокентьев, генерал милиции, отец Влады
62. 2010 — Раскрутка — Бориса Георгиевич Ушаков, владелец адвокатской фирмы
63. 2011 — Два билета в Венецию — Геннадий Петрович Краснов, отец Лизы
64. 2011 — Нелюбимый — Пётр Иванович, профессор
65. 2011 — Поединки («Выбор агента Блейка») — Юрий Вениаминович
66. 2011 — Товарищи полицейские (серия «Крыша. Инквизиторы») — Ростислав Зыков, подполковник-оборотень
67. 2011 — Жуков — редактор
68. 2011 — Дом образцового содержания — Степан Лукич Званцев
69. 2011 — Неистовый, яростный, бешеный... — Перминов, генерал
70. 2013 — Марьина роща — Иван Матвеевич Халин
71. 2013 — Гюльчатай. Ради любви — Сергей Симонович
72. 2015 — Выстрел — Пётр Сергеевич Кривцов
73. 2015 — Миндальный привкус любви — Геннадий Александрович Кутепов
74. 2016 — Провокатор — Сергей Глебович Раевский, ректор института
75. 2016 — Штрафник — Жилин
76. 2016 — Жемчуга — Кузьмич, новый садовник в доме художника Романа Борисовича Князева
77. 2018 — Кровавая барыня — канцлер
78. 2018 — «Тайны госпожи Кирсановой» — Константин Львович Елизаров, полковник
79. 2018 — «Чужая жизнь» — Артемьев
80. 2020 — «Птичка в клетке» — Игорь Валерьевич Любецкий
81. 2021 — «Проект «Анна Николаевна»-2» — Соколовский
82. 2022 — «13 клиническая»

### Киножурнал «Фитиль»
1. 1987 — Выпуск № 302 (новелла «Рад стараться…») — Степан Васильевич, начальник
2. 1993 — Выпуск № 367 (новелла «Крестики-нолики») (Продолжая тему…) — следователь
3. 2004 — Выпуск № 14 (новелла «Аукцион») (…Продолжение сюжета «Крестики-нолики» 1993 года)
4. 2004 — Выпуск № 22 (новелла «Откат»)
5. 2005 — Выпуск № 47 (новелла «Здесь вам не Канары») — рыбак

## Признание

### Государственные награды и звания
- 1996 — почётное звание «Заслуженный артист Российской Федерации» — за заслуги в области искусства[5].
- 2014 — почётное звание «Народный артист Российской Федерации» — за большие заслуги в развитии театрального, музыкального и кинематографического искусства[1].

### Награды субъектов Российской Федерации
- 2017 — медаль «За веру и добро» (награда Кемеровской области) — за значительный вклад в сохранение и приумножение ценностей театрального и киноискусства, верное служение своему профессиональному долгу, уникальный талант, богатый творческий потенциал, высочайшую самоотдачу, веру в добро и любовь к жизни[6][2].